# Union démocratique (Nouvelle-Calédonie)
Pour les articles homonymes, voir Union démocratique.
L’Union démocratique (UD), officiellement Union démocratique de Nouvelle-Calédonie et des Nouvelles-Hébrides, est un ancien parti politique de Nouvelle-Calédonie formé le 6 août 1968 sur la base des listes d'« Entente » qui avait unies l'ensemble des formations d'opposition de droite et anti-autonomiste lors des élections territoriales du 9 juillet 1967. Prise en main en 1971 par sa tendance gaulliste menée par Georges Chatenay et Gaston Morlet, elle voit la dissidence d'une grande partie de ses membres regroupés derrière le sénateur Henri Lafleur et le maire de Nouméa Roger Laroque au sein de l'Entente démocratique et sociale (EDS). En 1979, fortement diminué, l'Union démocratique finit par se dissoudre dans la nouvelle Fédération pour une nouvelle société calédonienne (FNSC), formation centriste et autonomiste voulant constituer une troisième force entre le Rassemblement pour la Calédonie dans la République (RPCR) de droite anti-indépendantiste du député Jacques Lafleur et le Front indépendantiste (FI) de Jean-Marie Tjibaou.

## Formation
La création de l'Union démocratique en 1968 vient couronner une démarche progressive de rapprochement des différentes tendances de l'opposition à l'Union calédonienne (UC, parti initialement centriste, démocrate-chrétien et autonomiste qui domine la vie politique néo-calédonienne de 1953 à 1972). La droite, alors minoritaire sur l'ensemble du Territoire mais fortement implantée à Nouméa et sur la côte Ouest, est en effet divisée depuis les années 1950 en raison de différences idéologiques reprenant les clivages traditionnels des droites métropolitaines - tout en étant presque tous fortement favorables au général de Gaulle - et de querelles de personne. Trois grandes tendances se sont surtout démarquées à partir des élections législatives partielles de 1964 :
- la fédération locale de l'Union pour la nouvelle République (UNR) de Georges Chatenay (président) et Gaston Morlet (secrétaire général), principal soutien localement du gouvernement parisien et de ses représentants locaux (dont en tout premier lieu les gouverneurs), disposant depuis 1964 de 3 conseillers territoriaux sur 28 (Georges Chatenay et Thomas Hagen dans le Sud, et René Hénin dans l'Ouest) et de 1 conseiller de gouvernement sur 5 (Arnold Daly) ;
- le Rassemblement calédonien (Rascal), plutôt proche des Républicains indépendants et conservateurs libéraux, représentant surtout les milieux d'affaires, les propriétaires indépendants de mines et les éleveurs de « Brousse », présidé par le sénateur Henri Lafleur, qui détient depuis 1962 4 conseillers territoriaux sur 28 (Henri Lafleur, Claude Parazols et M. Berge dans le Sud ainsi que Marcel Bordes dans l'Ouest). Peut s'y ajouter le maire de Nouméa qui est néanmoins sans étiquettes et ne siège pas à l'Assemblée territoriale ;
- l'Action calédonienne (AC), fondée en 1964 par des dissidents de l'UNR et les membres du mouvement mélanésien d'inspiration protestante, l'Association des indigènes calédoniens et loyaltiens français (AICLF) de Doui Matayo Wetta ainsi que, plus tardivement, le catholique Michel Kauma. Ces deux derniers furent des fondateurs de l'UC avant de le quitter en 1960. Ils se sont rassemblés autour de la candidature du docteur Edmond Caillard aux législatives de 1967. Ils regroupent depuis 1964 6 élus sur 28 à l'Assemblée territoriale dont 3 AICLF (Edmond Nékiriaï dans l'Ouest, le maire de Ponérihouen Doui Matayo Wetta et le chef de la tribu de Ouanache à Touho Kiolet Néa Galet à l'Est), 2 ex-UNR (Bernard Brou dans l'Est et le grand-chef de Guahma à Maré Henri Naisseline aux Îles Loyauté) et 1 mélanésien catholique (Michel Kauma aux Îles également). L'AC dispose aussi d'1 conseiller de gouvernement sur 5 (Auguste Parawi-Reybas, de l'AICLF).

Aux élections territoriales du 9 juillet 1967, ces trois tendances décident de partir unies dans les quatre circonscriptions à travers des listes baptisées « Entente » (nom désormais pris traditionnellement par les coalitions électorales de droite) menées respectivement par Henri Lafleur suivi de Georges Chatenay dans le Sud, par Jean-Pierre Le Marrec (UNR) dans l'Ouest, Kiolet Néa Galet dans l'Est et Léonard Waneissi Jié (AC) dans les Îles Loyauté. Ils obtiennent en tout 26,9 % des suffrages exprimés et 10 sièges sur 35 contre 55,5 % et 22 élus à l'UC. Ils sont devancés par cette dernière dans toutes les circonscriptions, et obtiennent 5 élus sur 16 dans le Sud (outre Lafleur et Chatenay, les deux autres Rascal Édouard Pentecost et Claude Parazols et l'UNR René Hénin), 2 sur 7 dans l'Ouest (outre Le Marrec, le Rascal Roger Pêne), 2 sur 7 également dans l'Est (tous deux de l'AC, Néa Galet et le maire de Houaïlou Paul Malignon) et 1 sur 5 aux Îles Loyauté (Waneissi Jié). Ils perdent 3 sièges par rapport à ce que ces trois formations de droite cumulaient dans l'Assemblée sortante. Pour la constitution du Conseil de gouvernement le 25 juillet 1967, une liste là aussi dénommée « Entente » est constituée derrière Arnold Daly : elle gagne deux postes pour ce dernier et pour Lionel Cherrier (Rascal, suppléant du sénateur Henri Lafleur). La même logique unitaire se manifeste lors des élections législatives du 23 juin 1968, la droite se regroupant derrière la candidature de Roger Laroque avec Kiolet Néa Galet comme suppléant : le sortant de l'UC, Rock Pidjot, est toutefois réélu au 1er tour avec 50,87 % des suffrages exprimés, contre 42,43 % à Laroque.
Malgré ces échecs électoraux, ce rapprochement aboutit à une fusion dans un nouveau parti, l'Union démocratique, le 6 août 1968. Arnold Daly (ex-UNR) en est le président, Roger Laroque (jusque-là DVD) le secrétaire général.

## Le retour rapide des divisions
Mais, très vite, deux tendances au sein du parti se démarquent en faisant ressortir les anciennes rivalités : une tendance dite Lafleur-Laroque, où se retrouvent les anciens élus du Rascal et de l'AC ; une tendance dite Chatenay-Morlet ou « gaulliste » car regroupant surtout ceux issus de l'UNR. Cette dernière est renforcée par la démission de Paul Malignon à l'Assemblée territoriale en 1970 et son remplacement par son suivant de liste, l'ancien UNR Marcel Dubois. Au congrès de Ponérihouen le 12 décembre 1971, Georges Chatenay et Gaston Morlet prennent le contrôle du parti grâce à l'importance du poids des maires parmi les « mandataires » appelés à voter pour constituer la direction. Henri Lafleur et Roger Laroque créent le 5 janvier 1972 l'Entente démocratique et sociale (EDS) et quittent alors l'UD, réduit ainsi à sa frange gaulliste et qui ne dispose donc plus que de 4 conseillers territoriaux (Georges Chatenay, René Hénin, Jean-Pierre Le Marrec et Marcel Dubois) et 1 conseiller de gouvernement (Arnold Daly).

## L'échec des élections territoriales de 1972
Lors des territoriales du 10 septembre 1972, le parti présente des listes dans trois circonscriptions : dans le Sud (menée par Georges Chatenay), dans l'Ouest (tirée par René Hénin) et dans l'Est (avec Marcel Dubois). Elle n'obtient que le quatrième meilleur score dans le Sud, derrière l'EDS, le Mouvement libéral calédonien (MLC, créé en 1971 par des dissident européens de l'UC et depuis alliés à la droite) et l'UC. Elle obtient en tout 4 des 35 sièges de l'Assemblée territoriale, dont 2 dans le Sud (Georges Chatenay et Dick Ukeiwé), un dans l'Ouest (René Hénin) et un dans l'Est (Marcel Dubois), ce qui en fait la cinquième force politique du Territoire (et la troisième de l'opposition) derrière l'UC (12 élus), l'EDS (7 élus), le MLC (5 élus) et l'Union multiraciale (UMNC, créée en 1971 par des dissidents surtout mélanésiens, fermement autonomistes et de gauche de l'UC, 5 élus).
Il s'associe avec les 7 EDS et les 5 MLC pour porter Michel Kauma (EDS) à la présidence de l'Assemblée territoriale le 26 septembre 1972, tandis que l'UD obtient, en la personne de Dick Ukeiwé, de présider la commission permanente le 25 janvier 1973). Pour l'élection du Conseil de gouvernement (l'exécutif local) le 4 octobre 1972, l'UD ne présente aucune liste et s'abstient.

## Les élections législatives de 1973, sénatoriales et présidentielles de 1974
Pour l'élection législative des 4 et 11 mars 1973, l'UD fait partie du « Front contre l'autonomie » (sous-entendu contre l'autonomie interne) avec l'EDS et le MLC, qui soutient la candidature de Jean Lèques du MLC contre le député sortant (UC) Rock Pidjot, tandis que son suppléant est le directeur de l'agence de Lifou de la Banque de l'Indochine, proche de l'EDS, Marcel Wacapo. Arrivé en tête au premier tour (avec 16 050 voix contre 15 295 à Rock Pidjot), il se qualifie pour le second tour, mais perd alors avec 48,13 % des suffrages contre 51,87 % à Pidjot.
Pour l'élection présidentielle de 1974, l'UD apporte activement son soutien au candidat gaulliste Jacques Chaban-Delmas, tandis que les deux autres partis opposés à l'autonomie interne défendent le RI Valéry Giscard d'Estaing. Jacques Chaban-Delmas réalise le deuxième score sur l'ensemble du Territoire avec 9 575 voix au premier tour, derrière le socialiste François Mitterrand (14 521, soutenu par l'UC). Il arrive toutefois troisième sur le plan national, et n'est donc pas en lice au deuxième tour.
Lors de l'élection sénatoriale du 22 septembre 1974, l'UD soutient le sortant Henri Lafleur, qui n'a qu'un seul adversaire, Maurice Lenormand de l'UC : il est réélu pour son troisième mandat consécutif (et le quatrième en tout) avec 135 voix sur 254 suffrages exprimés (53,15 %) et 255 grands électeurs inscrits. Il décède toutefois peu de temps après, le 13 octobre 1974, laissant son siège au Sénat à son suppléant Lionel Cherrier (lui aussi membre de l'EDS).

## Vers une lente disparition
Georges Chatenay abandonne la vie politique en mars 1974. Il est remplacé à l'Assemblée territoriale par son suivant de liste de 1972 dans le Sud, Joseph Tidjine, et il laisse la présidence de l'UD à son lieutenant Gaston Morlet. Celui-ci intègre à son tour l'institution délibérante locale le 24 février 1976 pour le siège de la circonscription Ouest laissé vacant par René Hénin, tout juste nommé conseiller technique aux DOM/TOM. Les renversements de majorité provoqués par l'Union multiraciale et l'Union progressiste multiraciale (UPM, dissidence de la précédente) permet à Dick Ukeiwé d'occuper la présidence de l'Assemblée territoriale du 30 septembre 1975 au 5 octobre 1976 et celle de la commission permanente du 25 janvier 1973 au 25 mars 1976.
Au cours des années 1970, le clivage traditionnel sur la question de l'autonomie interne évolue : une partie de la droite, surtout à l'EDS (comme Jacques Lafleur, fils du sénateur et valeur montante du parti) se montre en effet de plus en plus favorable à une plus forte décentralisation, tandis que le MLC s'est toujours montré favorable à une forte autonomie administrative tout en rejetant l'autonomie interne. L'UD apparaît ainsi comme la seule formation à ne pas évoluer dans ce sens et à défendre la départementalisation, une position désormais extrêmement minoritaire au sein de la population. Mais surtout, c'est le thème de l'indépendance qui devient le sujet central : certains partis ont pris nettement position pour la séparation d'avec la France (l'Union multiraciale, devenu le Front uni de libération kanak ou FULK, de Yann Céléné Uregeï, dissident kanak de l'UC qui s'était pourtant allié avec la droite entre 1973 et 1975, ou encore le Parti de libération kanak dit Palika de Nidoïsh Naisseline, Élie Poigoune et Paul Néaoutyine), tandis qu'une jeune garde montante au sein de l'UC (les Mélanésiens Jean-Marie Tjibaou ou Éloi Machoro, mais aussi des Européens comme Pierre Declercq ou des métis comme François Burck) a déjà convaincu des « vieux » du parti (son président historique et député Rock Pidjot, Gabriel Païta) de prendre position pour l'indépendance.
Les élections municipales de mars 1977 sont le premier scrutin où transparaît cette évolution : 52,6 % des suffrages exprimés se portent sur la droite (EDS et MLC essentiellement, l'UD, qui était resté jusque-là un parti de notables, perd de nombreuses mairies), 36 % sur les partis autonomistes (UC, UPM, PSC) et 11,5 % sur les indépendantistes (Palika et FULK), tandis que Jean-Marie Tjibaou se fait élire maire de Hienghène avec un programme clairement indépendantiste contre le sortant Yves de Villelongue. L'UD perd par exemple la mairie de Bourail au profit de l'autonomiste de l'UC Jean-Pierre Aïfa (qui quitte peu de temps après le parti pour protester contre son évolution vers l'indépendantisme), celle de Koumac pour l'UC Théné Arhou ou celle de Lifou pour l'indépendantiste du FULK Roger Wahnapo.
En réaction, le 17 avril 1977, le conseiller de gouvernement EDS et fils de l'ancien sénateur RI Henri Lafleur, Jacques Lafleur, organise à Nouméa un grand congrès « à l'américaine » afin de fédérer les partisans du maintien de la Nouvelle-Calédonie dans la France. Le nouveau parti ainsi créé, le Rassemblement pour la Calédonie (RPC), cherche à regrouper large et Gaston Morlet fait partie de son premier comité exécutif avant de rapidement reprendre son indépendance avec l'UD. Toutefois, plusieurs personnalités de cette dernière (dont les deux sortants Dick Ukeiwé et Joseph Tidjine) se retrouvent sur les listes du RPC (en deuxième position sur celle de la circonscription Ouest menée par le nouveau maire de Poya Jean Delouvrier pour Joseph Tidjine et en première dans les Loyauté pour Dick Ukeiwé) lors des élections territoriales du 11 septembre 1977. L'UD présente ses propres listes mais ne conserve qu'un seul élu, Gaston Morlet, dans la circonscription Ouest. Il unit sa voix à celle des autres formations anti-indépendantistes pour élire Dick Ukeiwé à la présidence de l'Assemblée territoriale le 27 septembre suivant et pour voter en faveur de la liste du RPC qui obtient 5 élus sur 7 au conseil de gouvernement. Mais les divisions restent importantes : les partisans au sein de l'UD d'un rapprochement avec Jacques Lafleur font dissidence en créant la fédération locale du Rassemblement pour la République (RPR), qui finit par fusionner complètement le 21 juillet 1978 avec le RPC et le MLC (ainsi que deux autres petites formations qui reprennent toutefois vite leur indépendance : l'Union pour la renaissance de la Calédonie ou URC proche du Parti radical métropolitain, du maire de Ponérihouen Théophile Wakolo Pouyé et de la conseillère territoriale Edwige Antier ; l'Entente toutes ethnies du docteur Raymond Mura, regroupant des représentants des minorités) pour former le Rassemblement pour la Calédonie dans la République (RPCR), présidé par Jacques Lafleur.
L'UD de Gaston Morlet se rapproche pour sa part des formations anti-indépendantistes hostiles à Jacques Lafleur, dont l'Union de Nouvelle-Calédonie (UNC, créée par des membres de l'UC qui ont quitté ce parti lorsqu'il a pris officiellement position en faveur de l'indépendance) de Jean-Pierre Aïfa, rejoints par quelques-uns des éléments giscardiens du RPCR (dont le sénateur Lionel Cherrier qui crée le Parti républicain calédonien mais aussi l'URC qui le quittent pour protester contre sa proximité avec le RPR de Jacques Chirac). Ils finissent par se retirer de la coalition majoritaire jusque-là dominée par le RPC devenu RPCR : une motion de censure contre le conseil de gouvernement Caillard est votée par l'Assemblée territoriale le 31 octobre 1978. Lors de l'élection du nouvel exécutif, sont avancées une liste Union pour la démocratie française (UDF) unissant URC et ETE et menée par Edwige Antier-Lagarde, et une liste « Une Nouvelle Société Calédonienne » fédérant l'UD, l'UNC et les partisans de Lionel Cherrier. Si aucune des deux n'obtient d'élus, cela permet à l'UC de faire jeu égal au nouveau conseil de gouvernement avec le RPCR (3 membres chacun), tandis que le Parti socialiste calédonien (PSC) gagne le septième poste qui sert de force d'appoint à l'UC. Maurice Lenormand est élu vice-président le 21 novembre 1978. Finalement, l'UD s'unit le 29 mai 1979 au PRC de Lionel Cherrier, à l'UNC de Jean-Pierre Aïfa ainsi qu'au Mouvement wallisien et futunien d'Epifano Tui et à Avenir jeune Calédonie de Willy Porcheron pour créer la Fédération pour une nouvelle société calédonienne (FNSC), qui se veut l'alternative centriste entre la gauche indépendantiste et la droite anti-indépendantiste.